# ビビる大木のBrat!Brat!
『ビビる大木のBrat!Brat!』（ビビるおおきのぶらっと!ぶらっと!）は文化放送で2015年10月3日から2016年3月26日まで放送されていたラジオの生ワイド番組。

## 概要
文化放送は2015年12月、ワイドFM放送を開始したが、この番組は文化放送のワイドFM フラッグシップ番組と位置付け、エリアとクリアな音のFMの特徴を活かし、番組内で、3つの場所からリポーターが中継リポートを行うもので、地域を意識した内容となっていた。
番組では中継先のことを「サテライト」と名付け、場合によっては中継先でミニ公開生放送を実施したり、3か所を同時に結んで中継したりと、立体的な形で街を盛り上げる、としていた。

## 放送時間
- 毎週土曜 18:00 - 20:00

## 出演者

### パーソナリティ
- ビビる大木
- 足立梨花

### リポーター
1回の放送では、リポーターは加納有沙とその他4組のうち2組が担当。
- やしろ優
- ブルーリバー
- 我武者羅應援團
- パンチ佐藤
- 加納有沙（文化放送アナウンサー※当時）
- 足立梨花（2015年12月19日放送分）

### アドバイザー
- 今尾恵介

## コーナー
下記のコーナー以外にも随時、中継を繋ぎ、メールとTwitterも紹介する。
- 18:00：オープニング
- 18:10：ぶらっとハロー - テーマとなる街の印象的な場所から、その表情を伝える。
- 18:25：もっともっとタウン - テーマとなる街に関すること、豆情報、歴史や訪問エピソードなどを紹介する。
- 18:40：ぶらっとチョイス - 街の中で気になるスポット、気になるお店、気になる人をレポーターが追跡する。
- 18:51：文化放送ニュース（斉藤一美※17:45 - 18:00の『斉藤一美のスポーツタイム ズミスポ』と兼務。天気予報も担当）
- 18:54：天気予報
- 18:55：交通情報（JARTIC東名川崎センター） - 2015年12月5日までのBGMは"first friendship／Lars Bartkuhn"。12日からは他の番組同様、リニューアルされたQRソングをベースにしたものに変えられた。
- 19:00：7時のぶらっと - 名物スポット、おすすめの店、地元の有名人など番組目線で街に切り込むほか、レポーターの体当たりレポートを行う。
- 19:15：ジモティ パーティー - リスナーの街自慢や特集の街にまつわる企画など、リスナーと一緒に盛り上がる。
- 19:30：トクする お出かけ情報 - イベント情報や季節ネタなど週末に役立つミニ情報を「みんなの経済新聞ネットワーク」の協力で伝える。
- 19:40：ぶらっとホット - その街で一番のホットなスポットから、生中継を行う。
- 19:50：文化放送ニュース
- 19:53：天気予報
- 19:54：交通情報
- 19:55：エンディング